# Seni anali
Nell'anatomia umana i seni anali sono quelle piccole demarcazioni che separano le colonne anali l'una dall'altra, terminano insieme con le colonne nelle valvole anali